# Nuno Álvares Pereira (bispo)
Nuno Álvares Pereira (? — Angra, 20 de Agosto de 1570) foi o 5.º bispo da Diocese de Angra, tendo-a governado de 1568 a 1570.

## Biografia
Era doutor em Cânones pela Faculdade de Cânones da Universidade de Coimbra e fora visitador do bispado de Angra  em 1542 e do Arcebispado de Lisboa no tempo do cardeal-infante D. Henrique.
Durante o seu curto governo, este prelado dedicou-se à causa da construção de uma nova catedral que substituísse a acanhada igreja de São Salvador, que fora elevada a sé com a criação da diocese de Angra em 1534, e por conseguir melhores condições de sustentação para o clero das ilhas, face à exiguidade das côngruas que então auferiam.
Outra acção a que se dedicou foi à dignificação do culto divino na então jovem sé angrense, conseguindo o aumento do seu número de cónegos e capelães e contratando os primeiros moços do coro, aos quais dava uma vestimenta vermelha.
Interessou-se pela construção de novos templos e pela reparação das primitivas igrejas construídas durante a fase inicial do povoamento, para tal criando as fábricas administrativas das igrejas paroquiais. Teve de dirimir, por uma provisão, a repartição dos encargos nas obras nas igrejas paroquiais entre os gastos feitos nas capelas-mores paroquiais, que cabiam ao rei como grão-mestre da Ordem de Cristo a quem fora doada a administração religiosa, e o resto, a suportar pelo povo e pelos capitães do donatário.
Conseguiu também que o grão-mestre da Ordem de Cristo (o rei) delegasse no bispo a nomeação dos benefícios (isto é dos cargos) eclesiásticos que lhe pertenciam, fazendo doação aos bispos do direito de nomear os clérigos para as dignidades que não tivessem anexo o ofício de pregador. A partir daí todos os benefícios, assim curados como simples, passaram a ser providos por oposição e editais.
Ainda durante o governo deste prelado chegaram a Angra os primeiros padres da Companhia de Jesus, os quais se instalaram nas casas sitas junto à ermida de Nossa Senhora das Neves à Rocha, que então pertenciam ao capitão-mor João da Silva do Canto.
Coube a este prelado decidir o pleito de nulidade de votos e perpétua clausura interposto por Antónia dos Anjos, abadessa do Mosteiro das Chagas da então vila da Praia, ao tempo uma causa que apaixonou a população da ilha Terceira.
Também no ano de 1568 foi deferido, com o apoio do bispo, o requerimento da Câmara de Angra feito no ano de 1557 para se fazer uma nova sé.
Os esforços que D. Nuno Álvares Pereira desenvolveu em prol da nova sé só foram coroados de êxito póstumo, pois faleceu a 20 de Agosto de 1570, a escassos três meses do lançamento da obra. Foi o segundo bispo a ser sepultado na capela-mor da Sé Velha de Angra.